# Harkenbäk
Die Harkenbäk (auch Harkenbeck oder Harkenbeek) ist ein Fließgewässer im Klützer Winkel.
Die Harkenbäk entspringt westlich des Schippmannsberges zwischen der Stadt Dassow und deren Ortsteil Pötenitz im Landkreis Nordwestmecklenburg. Die Harkenbäk durchfließt den Deipsee, an dessen Ufer sich am Schlossberg bei der Ortslage Feldhusen eine wendische Ringwallanlage, der Harkenwall, sowie ein Hünengrab befinden. Sie bildet eine ausgeprägte Flussniederung aus und mündet nordwestlich von Harkensee in die Lübecker Bucht der Ostsee.
Ihre Mündung definiert seit dem Barbarossa-Privileg aus dem Jahr 1188 die seewärtige Grenze der Reede von Travemünde. Sie war von 1188 bis zu einer Entscheidung des Staatsgerichtshofs für das Deutsche Reich im Lübecker-Bucht-Fall 1928 strittig und wird durch eine gedachte Linie gebildet, die von der Mündung bis zum Gömnitzer Turm in Ostholstein verläuft.
Die während der Eiszeit als glaziale Rinne entstandene, vermoorte und zeitweise überflutete Harkenbäkniederung wurde im 18. Jahrhundert vorwiegend als Grünland genutzt. Mit der Anlage von Gräben entwässerte man die Senke im 19. Jahrhundert. Die Harkenbäk wurde in den 1960er und 70er Jahren ausgebaut, die Mündung verlegt und das alte Entwässerungssystem dabei zum Teil zerstört.
Die Harkenbäk und ihre Flussniederung stehen vollständig unter Naturschutz im Naturschutzgebiet „Küstenlandschaft zwischen Priwall und Barendorf mit Harkenbäkniederung“. Dieses Naturschutzgebiet ist 580 Hektar groß und sichert auch, beginnend von der Mündung der Stepenitz, das Nordufer des Dassower Sees, den östlichen Uferstreifen der Pötenitzer Wiek und den Küstenstreifen an der Lübecker Bucht bis Groß Schwansee. Im Bereich des Ufers der Pötenitzer Wiek wurde das Areal im Zweiten Weltkrieg durch das Luftzeugamt Pötenitz militärisch genutzt. Im Küstenwald finden sich daher noch verschiedene Gebäudereste aus dieser Zeit. Beim Priwall beinhaltet es das nördliche Ende des Grünen Bandes Deutschland. Der Deipsee wurde bereits 1938 unter Schutz gestellt.